# 초조본 불설일체여래금강삼업최상비밀대교왕경 권4
초조본 불설일체여래금강삼업최상비밀대교왕경 권4(初雕本 佛說一切如來金剛三業最上秘密大敎王經 卷四)는 서울특별시 관악구 신림동, 호림박물관에 있는 고려시대의 목판본 불경이다. 2014년 10월 20일 대한민국의 보물 제1839호로 지정되었다.

## 개요
佛說一切如來金剛三業最上秘密大敎王經 은 宋朝의 施護(?∼?)가 新譯한 도합 7卷 18分으로 수행의 단계를 身密·口密·意密의 三密로 나누어 부처들의 행동과 말과 생각이 나타내는 여러 가지 신비스 러운 功德에 대해 密敎式으로 설법하고 있다.
조사본 佛說一切如來金剛三業最上秘密大敎王經 의 권말에 기록된 “大宋咸平五年十一月日進”의 내 용으로 볼 때, 본서는 咸平 5(1002)년 11월에 雕印하여 進上한 것임을 알 수 있다. 그 후 인종 9(1031)년에 趙安仁(?∼?) 등이 편찬한 大中祥符法寶錄 에 편입되고 經板은 神宗 4(1071)년에 聖旨 에 따라 開封府 아래의 崇化坊에 있는 顯聖寺의 聖壽禪院으로 이관되었다. 經板이 이관된 후 그 印經本이 高麗에 전래되어 선종 4(1087)년 이후에 板刻되어 大藏目錄 이 끝난 更函의 뒤인 法函에 편입된 이른바 初雕大藏經의 追雕本이다.
본서는 초조대장경(初雕大藏經)의 조조(雕造)가 일단락된 선종 4년(1087) 이후에 대각국사 의천(大 覺國師 義天)이 수집·편찬한 신편제종교장총록(新編諸宗敎藏總錄) 에 수록된 불전(佛典)이 추조(追 雕)되어 초조대장경(初雕大藏經)에 편입된 사례를 보여주는 귀중한 자료이다.
비록 권두의 2장이 훼손되어 후대에 보수되었으나 초조대장경(初雕大藏經)의 추조본(追雕本)으로 전본(傳本)이 매우 희귀한 판본이다.

## 참고 자료
- 초조본 불설일체여래금강삼업최상비밀대교왕경 권4 - 국가유산청 국가유산포털